# 塞西耶尔
塞西耶尔（法語：Cessières，法語發音：[sɛsjɛʁ]）是法国上法蘭西大區埃纳省的一个旧市镇，属于拉昂区。2019年，叙济与市镇塞西耶尔合并为新市镇塞西耶尔-叙济。

## 地理
塞西耶尔（49°33'30"N, 3°29'47"E）面积10.35 平方千米，位于法国上法蘭西大區埃纳省，该省份为法国北部内陆省份，北起北部省，西接索姆省和瓦兹省，东临阿登省和马恩省，西南至塞纳-马恩省，东北部与比利时接壤。
与塞西耶尔接壤的市镇（或旧市镇、城区）包括：比西莱塞尔尼、福库库尔、拉尼斯库尔、莫兰沙尔、蒙巴万、叙济。

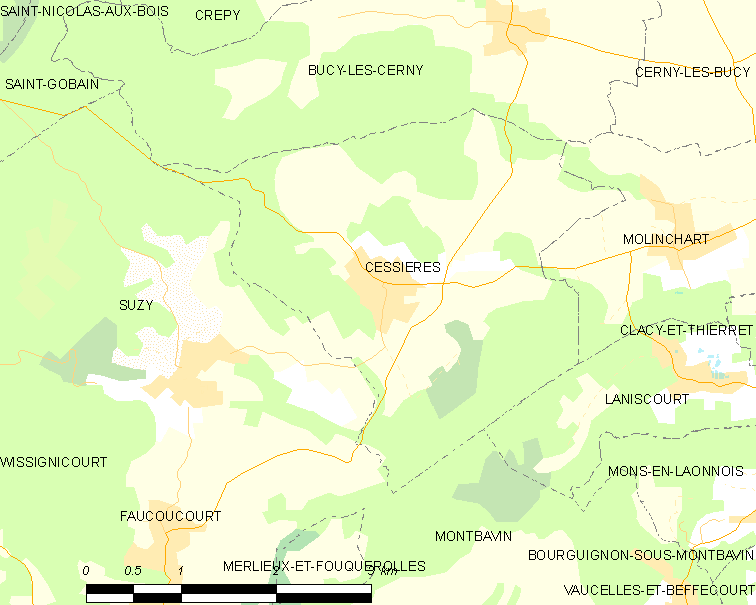
塞西耶尔的OSM定位图

塞西耶尔的时区为UTC+01:00、UTC+02:00（夏令时）。

## 行政
塞西耶尔的邮政编码为02320，INSEE市镇编码为02153。

## 政治
塞西耶尔所属的省级选区为拉昂第一县。

## 人口

1962-2008年间塞西耶尔人口变化图示

塞西耶尔于2018年1月1日时的人口数量为433人。